# 沿線グルメ夏きっぷ
沿線グルメ夏きっぷ（えんせんグルメなつきっぷ）は、西武鉄道が2005年から毎年夏季に発行している企画乗車券である。

## 概要
提携施設として指定されている沿線のプリンスホテルなどの食事券とレジャー施設の割引利用特典のついた全線1日フリー乗車券である。7月18日から8月31日まで発売、使用可能である。西武鉄道の全駅（元加治駅、小竹向原駅、多摩川線の各駅を除く）で発売され、価格は発駅問わず1,980円（小児990円）である。
利用可能な施設は次のとおり。
- サンシャインプリンスホテル
- 新宿プリンスホテル
- 川越プリンスホテル
- 飯能プリンスホテル
- 中国割烹旅館 掬水亭
- BIGBOX高田馬場